# لام آنه كوانغ
لام آنه كوانغ (بالفيتنامية: Lâm Anh Quang)‏ هو لاعب كرة قدم فيتنامي في مركز الدفاع، ولد في 24 أبريل 1991 في فيتنام. لعب مع نادي نام دينه.

## وصلات خارجية
- لام آنه كوانغ على موقع قاعدة بيانات كرة القدم.إي يو (الإنجليزية)
- لام آنه كوانغ على موقع Soccerway.com (الإنجليزية)